# Alfred Silvester Gonsalves
Alfred Silvester Gonsalves fue un diplomático indio.
- En 1963 entró al Indian Foreign Service y fue empleado en la Misión Ante los Sede de la Organización de las Naciones Unidas en Nueva York.
- De 1968 a 1971 fue Alto Comisionado en Vientián (Laos).
- De octubre de 1978 al octubre de 1981 fue Alto Comisionado en Dar es-Salam (Tanzania). Del 07 de octubre de 1980 al 15 de marzo de 1982 tenía concurrentemente comisión en Mahé.
- De agosto de 1981 al octubre de 1985 fue Embajador en El Cairo (Egipto).
- De octubre de 1985 al agosto de 1986 fue representante del gobierno de la India ante la Oficina de la Organización de las Naciones Unidas en Ginebra.
- De 1989 a 1992 fue embajador en Moscú.[2]